# Hovedsø
Hovedsø er en strandsø på Avernakøs vestlige ende, adskilt fra havet ved lave strandvolde. 

## Geografi
Hovedsø ligger i den vestlige ende af Avernakø i det Sydfynske Øhav, den adskilles fra havet ved lave strandvolde som hyppigt overskylles, hvilket medfører et forholdsvis højt saltindhold i søen. Øst for den meget lavvandede sø ligger der en række bakker, som sandsynligvis afvandes i søen.
Syd for søen findes der en tidligere forlængelse af den, Holmesø, som er blevet meget lille med tiden.

## Dyreliv
Der er i søen blevet observeret rejer og sandsynligvis også nipigget hundestejle, samt på nogle tidspunkter skrubber. Desuden kan der observeres forskellige måger, vibe, stor præstekrave, almindelig ryle, strandskade og hejre.  Søvandets saltindhold forhindrer at der kan leve padder i søen.